# Мхитарян, Гор
Гор Мхитарян (арм. Գոռ Մխիթարյան), родился в 1973 году в городе Кировакан, Армения — армянский рок-музыкант, автор и исполнитель, выступает в жанрах фолк-рок и альтернативный рок. Гитарист группы Lav Eli. Он также сотрудничает с другими ванадзорскими рок-группами — Snack и Force Major. Начал свою сольную карьеру в 2001 году с альбомом «Yeraz».

## Биография
Гор начал музыкальную карьеру в 1993 году в составе группы «Snack». В 1996 году, вместе с Мгером Манукяном создал группу Lav Eli. Уже будучи широко известным в Армении в качестве ведущего гитариста одной из лучших рок-групп страны, «Lav Eli», Мхитарян начал свою сольную карьеру в 2001 году, и с тех пор выпустил ещё 6 альбомов. В 2003 году он переехал в Лос-Анджелес, где к его сольному проекту присоединились барабанщик Андраник Арутюнян, басист Варужан Овакимян, пианист Арт Григорян и гитарист Джей Дин.

## Музыкальный стиль
Будучи обладателем 14-и разных наград в музыкальной индустрии, он делает свежую и убедительную музыку, которая успешно сочетает традиционную армянскую музыку как рок и народные идиомы. Мхитарян мастерски объединяет уникальные способности писать песни с потрясающей современной аранжировкой армянской народной музыки. Гор Мхитарян приступает к основам, давая слушателю значимые песни, красочные аранжировки и мелодичный крючки, которые создают теплые и вдохновляющие песни.

## Музыканты
- Гор Мхитарян — вокал, акустическая гитара, автор песен
- Варужан Овакимян — бас
- Андре Арутюнян — ударные, перкуссия
- Джей Дин — гитара
- Арт Григорян — клавишные

## Альбомы

### Сольные альбомы
- 2001 — «Yeraz»
- 2003 — «Godfather Tom»
- 2005 — «Episode»
- 2006 — «Gor»
- 2007 — «Acoustic Folklore»
- 2008 — «United Fantasies: Exit Ahead»
- 2009 — «Hogi»

### с группойLav Eli
- 1995 — «Aha yev menq»
- 1997 — «Arajin Lav Album»
- 1999 — «Essays»
- 2006 — «Notes from Vanadzor: Urban Armenian Rock»
- 2012 — TBA

## Видеография
- «Wherever»
- «Stigma»
- «Inchu Bingyole Mtar»
- «About God»
- «Sasuntsiner» (Live)

## Награды
- 2002 Just Plain Folks Nomination — Best Ethnic/World Music Song («Yeraz»)
- 2002 Just Plain Folks Nomination — Best Ethnic/World Music Album («Yeraz»)
- 2002 Armenian Music Awards WINNER — Best Album Cover-Design («Yeraz»)
- 2002 Armenian Music Awards Nomination — Best Alternative Folk Album («Yeraz»)
- 2002 Armenian Music Awards Nomination — Best Newcomer (Gor Mkhitarian)
- 2004 Big Apple Music Awards WINNER — Best Contemporary Singer («Episode»)
- 2004 Armenian Music Awards Nomination — Best Alternative Folk Album («Godfather Tom»)
- 2004 Armenian Music Awards Nomination — Best Album Cover-Design («Godfather Tom»)
- 2005 Armenian Music Awards WINNER — Best Music Video («Vortegh?»)
- 2005 Armenian Music Awards Nomination — Best Original Song («Cold Wagon 1993»)
- 2005 Armenian Music Awards Nomination — Best Folk-Rock Album («Episode»)
- 2006 Armenian Music Awards Nomination — Best Rock Album («Gor»)
- 2006 Armenian Music Awards Nomination — Best Music Video («Keghtot btser (Stigma)»)
- 2007 Armenian Music Awards WINNER — Best Alternative Folk Album («Acoustic Folklore»)